# Antonio Rossi
Antonio Rossi (Lecco, 19 december 1968) is een Italiaans kajakker. Hij nam tussen 1992 en 2008 vijfmaal deel aan de Olympische Spelen en behaalde in totaal vijf medailles: drie gouden, een zilveren en een bronzen. Hij is ook driemaal wereldkampioen geworden, in 1995, 1997 en 1998, telkens op de K2 1000 meter.
Bij de Olympische Spelen 2008 in Peking droeg hij de Italiaanse vlag tijdens de openingsceremonie. Rossi is getrouwd met Lucia Micheli, zelf een ex-kanovaarster die deelnam aan de Olympische Spelen van 1992 in Barcelona.

## Olympische medailles
- 1992 - Barcelona, K2 500 meter (met Bruno Dreossi)
- 1996 - Atlanta, K1 500 meter
- 1996 - Atlanta, K2 1000 meter (met Daniele Scarpa)
- 2000 - Sydney, K2 1000 meter (met Beniamino Bonomi)
- 2004 - Athene, K2 1000 meter (met Beniamino Bonomi)

1976: Vasile Dîba ·
1980: Vladimir Parfenovitsj ·
1984: Ian Ferguson ·
1988: Zsolt Gyulay ·
1992: Mikko Kolehmainen ·
1996: Antonio Rossi ·
2000: Knut Holmann ·
2004: Adam van Koeverden ·
2008: Ken Wallace
1936: Alfons Dorfner & Adolf Kainz ·
1948: Hans Berglund & Lennart Klingström ·
1952: Yrjö Hietanen & Kurt Wires ·
1956: Meinrad Miltenberger & Michel Scheuer ·
1960: Gert Fredriksson & Sven-Olov Sjödelius ·
1964: Sven-Olov Sjödelius & Gunnar Utterberg ·
1968: Vladimir Morozov & Aleksandr Sjaparenko ·
1972: Nikolai Gorbatsjov & Viktor Kratasjoek ·
1976: Sergej Nagorny & Vladimir Romanovski ·
1980: Vladimir Parfenovitsj & Sergej Tsjoechrai ·
1984: Hugh Fisher & Alwyn Morris ·
1988: Greg Barton & Norman Bellingham ·
1992: Kay Bluhm & Torsten Gutsche ·
1996: Antonio Rossi & Daniele Scarpa ·
2000: Beniamino Bonomi & Antonio Rossi ·
2004: Henrik Nilsson & Markus Oscarsson ·
2008: Martin Hollstein & Andreas Ihle ·
2012: Rudolf Dombi & Roland Kökény ·
2016: Marcus Groß & Max Rendschmidt ·
2020: Thomas Green & Jean van der Westhuyzen
- Istituto Centrale per il Catalogo Unico: CFIV165422
- Virtual International Authority File: 308180093